# Sinophorus albotibialis
Sinophorus albotibialis là một loài tò vò trong họ Ichneumonidae.